# Erigone stygia
Erigone stygia là một loài nhện trong họ Linyphiidae.
Loài này thuộc chi Erigone. Erigone stygia được Willis J. Gertsch miêu tả năm 1973.